# 湖池屋SDGs劇場 サスとテナ
『湖池屋SDGs劇場 サスとテナ』（こいけやエス・ディー・ジーズげきじょう サスとテナ）は、株式会社湖池屋が制作する日本のオリジナル短編アニメシリーズ。2021年10月より放送開始され、SDGs（持続可能な開発目標）をテーマに、子供から大人まで楽しく学べる内容となっている。

## 概要
湖池屋が推進するSDGs活動の一環として企画されたアニメーションで、環境問題や社会課題を「SDGs怪獣」として擬人化し、それに立ち向かうキャラクターたちの活躍を描く。シリーズはYouTubeやBS朝日などで放送されており、2025年10月からはシーズン6の放映が予定されている。

## あらすじ
舞台は、架空の島「六角島」。先祖代々この島を守ってきた双子のくノ一「サス」と「テナ」、そしてAIロボットの「ブル」が、次々に現れるSDGs怪獣に知恵と言葉で立ち向かう。世界中の知恵を借りながら、地球を救うために奮闘する姿が描かれる。

## 登場キャラクター

### メインキャラクター
初見 サス（はつみ サス）
声 - 諸星すみれ
忍者学校に通う女の子で、双子の姉。明るくてリーダー気質、正義感が強い。運動神経は良いが、戦いは知恵で解決することをモットーにしている。SNSが大好き。将来の夢は、人の役に立つ忍者になること。
初見 テナ（はつみ テナ）
声 - 黒木ほの香
忍者学校に通う女の子で、双子の妹。地球のことには詳しい、学者肌。地球を大事にしない大人たちに怒っている。スピリチュアルなことが大好きで、暇さえあればチャネリングをしている。将来の夢は、人を癒す占い師になること。
ブル
声 - 木村良平
サスとテナが作ったAIロボット。タヌキがモチーフ。いつも何かを食べている。おしゃれが大好き。将来の夢は、大食いコンテストで優勝すること。
相葉 蕉（あいば しょう）
声 - 相葉雅紀（嵐）
地球環境の未来を憂い、句を詠む。先祖の松尾芭蕉は忍者の末裔とも言われているため、サステナブルの存在が気になっている。口癖は「まだ間に合う!」。
六角島 ケンティ（ろっかくじま ケンティ）
声 - 中島健人（Sexy Zone）
六角島に現れたスーパーアイドル。彼を一目見ようと、町中の人が集まってしまうほどの人気者。島のテレビリポーターとしても活躍し、町に現れる怪獣を現場から伝える。SDGsで世界中の人が平和で豊かに暮らせるように願っている。決めゼリフは「セクシーサンキュー」。

### サブキャラクター
クラウディ
声 - 木村良平
ブルによるオカリナ演奏の音色を聴いて現れる。主にSDGs怪獣を倒すための手助けをしてくれる。
六角神芋（ろっかくかみいも）
声 - 落合福嗣
SDGs怪獣が現れた時にサス、テナ、ブルの3人に出撃要請を出している。
コイケケイコ
声 - 児島ちはる
ブルによるオカリナ演奏の音色を聴いて現れるパペットキャラ。SDGsに関する豆知識などを解説してくれる。

## SDGs怪獣募集キャンペーン
視聴者参加型の企画として「SDGs怪獣募集キャンペーン」が定期的に開催されており、優秀作品はアニメ内で紹介される。第4弾キャンペーンでは、受賞者にQUOカードや湖池屋スナック詰め合わせが贈られる。

## スタッフ
- 原作・脚本・監督：平林勇、オースミユーカ
- ナレーター：落合福嗣
- タイトルデザイン：村上健
- キャラクターデザイン：笠原出
- アニメーションディレクター：山本乃梨子、堤義幸
- コンセプトデザイン：和田洋平
- キャラクターデザイン協力：安富祖芹花
- 怪獣デザイン協力：白梅進、小原秀一
- 3DSG：原田晋輔、青木正伸、吉田邦生、西田瑞季、藤代悟
- アニメーター：岡美里、西田瑞季、森本眞生、鈴木愛、室千帆里、加藤道帆
- 仕上げ：三浦智恵
- アニメーション協力：内藤彰子、シュガーレスファクトリー
- アニメーション：堤心平
- 背景：今野恵美
- コンポジット：井上美弦
- 音響監督：なかのとおる
- 音響効果：浦畑将
- 録音調整：加藤紀子
- 録音助手：日山結稀、栗脇安祭
- 録音スタジオ：JVCケンウッド・ビデオテック
- 音響制作：エルアンドエル・ビクターエンタテインメント
- 音響プロデューサー：小林淑宏
- 作曲：白戸秀明
- 音楽制作：愛印
- 音楽プロデューサー：渡辺秀文、山田勝也
- アニメーション協力：リバティアニメーションスタジオ
- プロデューサー：草間潤一朗、天竺桂陽子
- アニメーションプロデューサー：山本浩、藤田周文
- エグゼクティブプロデューサー：鈴木敏彦
- プロダクションマネージャー：李瑛娥
- アニメーション制作：ガレージフィルム
- 宣伝協力：サウンズネクスト
- 制作：DASH
- 制作著作：湖池屋

## 主題歌
「まだまにあう!」
作詞：平林勇、オースミユーカ / 作曲・編曲：井筒昭雄 / 歌：諸星すみれ、黒木ほの香、相葉雅紀
本作のエンディングテーマ。振付はレ・ロマネスクTOBIが担当。

## 各話リスト
| 話数      | サブタイトル                | 放送日         |
| シーズン1 | シーズン1                   | シーズン1      |
| --------- | --------------------------- | -------------- |
| 第1話     | 海が汚れてる?               | 2021年 10月3日 |
| 第2話     | まだ食べられる?             | 10月10日       |
| 第3話     | 空気が汚れてる?             | 10月17日       |
| 第4話     | みんなで豊かになるには?     | 10月24日       |
| 第5話     | 温暖化対策どうする?         | 10月31日       |
| 第6話     | 教育の平等って?             | 11月7日        |
| 第7話     | 自然を守る?                 | 11月14日       |
| 第8話     | つくる責任? つかう責任?     | 11月21日       |
| 第9話     | まちがボロボロ?             | 11月28日       |
| 第10話    | 海の生態を守る?             | 12月5日        |
| 第11話    | 働きがいって?               | 12月12日       |
| 第12話    | 海面上昇って?               | 12月19日       |
| 第13話    | 生物の多様性って?           | 12月26日       |
| シーズン2 |                             |                |
| 第1話     | きれいな水って?             | 2022年 4月3日  |
| 第2話     | 貧困をなくす?               | 4月10日        |
| 第3話     | 女性も活躍できる社会?       | 4月17日        |
| 第4話     | SNSで悪口?                  | 4月24日        |
| 第5話     | インフラって?               | 5月1日         |
| 第6話     | SDGsクイズ大会1             | 5月8日         |
| 第7話     | あれ誰?                     | 5月15日        |
| 第8話     | どうする? 難民問題          | 5月22日        |
| 第9話     | 伝染病が大流行?             | 5月29日        |
| 第10話    | 紙の無駄遣い?               | 6月5日         |
| 第11話    | 作り過ぎ?                   | 6月12日        |
| 第12話    | SDGsクイズ大会2             | 6月19日        |
| 第13話    | パートナーシップ?           | 6月26日        |
| シーズン3 |                             |                |
| 第1話     | 再生可能なエネルギー?       | 2022年 10月2日 |
| 第2話     | 平和って?                   | 10月9日        |
| 第3話     | ドメスティックバイオレンス? | 10月16日       |
| 第4話     | SDGsクイズ大会3             | 10月23日       |
| 第5話     | 持続可能な農業?             | 10月30日       |
| 第6話     | みんな仲間?                 | 11月6日        |
| 第7話     | 子供の人権?                 | 11月13日       |
| 第8話     | ベルマーク?                 | 11月20日       |
| 第9話     | 高齢化?                     | 11月27日       |
| 第10話    | ゴミ問題?                   | 12月4日        |
| 第11話    | 生涯学習?                   | 12月11日       |
| 第12話    | 海藻がない?                 | 12月18日       |
| 第13話    | 君の考えたSDGs怪獣          | 12月25日       |
| シーズン4 |                             |                |
| 第1話     | 砂漠化?                     | 2023年 7月6日  |
| 第2話     | 食料自給率?                 | 7月13日        |
| 第3話     | SDGs復習クイズ              | 7月20日        |
| 第4話     | 熊本県?                     | 7月27日        |
| 第5話     | 食糧支援?                   | 8月3日         |
| 第6話     | 君の考えたSDGs川柳          | 8月10日        |
| 第7話     | 女性差別?                   | 8月17日        |
| 第8話     | トイレが無い?               | 8月24日        |
| 第9話     | 地球が泣いている?           | 8月31日        |
| 第10話    | 選挙?                       | 9月7日         |
| 第11話    | ネイチャーポジティブ?       | 9月14日        |
| 第12話    | 心の健康?                   | 9月21日        |
| 第13話    | 君の考えたSDGs怪獣 第2弾    | 9月28日        |
| シーズン5 |                             |                |
| 第1話     | 居場所づくり?               | 2024年 7月3日  |
| 第2話     | 世界遺産にゴミ?             | 7月10日        |
| 第3話     | 縄文の知恵?                 | 7月17日        |
| 第4話     | 持続可能な街づくり?         | 7月24日        |
| 第5話     | ご当地SDGsクイズ1           | 7月31日        |
| 第6話     | 賞味期限?                   | 8月7日         |
| 第7話     | 森を守る?                   | 8月14日        |
| 第8話     | ブランド芋?                 | 8月21日        |
| 第9話     | 防災?                       | 8月28日        |
| 第10話    | ご当地SDGsクイズ2           | 9月4日         |
| 第11話    | リサイクル?                 | 9月11日        |
| 第12話    | 6次産業?                    | 9月18日        |
| 第13話    | 君の考えたSDGs怪獣 第3弾    | 8月25日        |

## ネット局
| 放送対象地域 | 放送局         | 系列           | ネット状況 |
| ------------ | -------------- | -------------- | ---------- |
| 関東広域圏   | BS朝日         | テレビ朝日系列 | 同時ネット |
| 青森県       | 青森朝日放送   | テレビ朝日系列 | 同時ネット |
| 北海道       | 北海道テレビ   | テレビ朝日系列 | 遅れネット |
| 岩手県       | 岩手朝日テレビ | テレビ朝日系列 | 遅れネット |
| 熊本県       | 熊本朝日放送   | テレビ朝日系列 | 遅れネット |